# Sonic Firestorm
Albums de DragonForce
Valley of the Damned
(2003) Inhuman Rampage
(2006)
Singles
1. Fury of the Storm
Sortie : 2005

Sonic Firestorm est le deuxième album du groupe britannique de power metal DragonForce, publié le 11 mai 2004 par Noise Records et Sanctuary Records.

## Liste des chansons
| No | Titre                      | Paroles                       | Musique    | Durée |
| -- | -------------------------- | ----------------------------- | ---------- | ----- |
| 1. | My Spirit Will Go On       | Totman, Theart                | Totman     | 7:54  |
| 2. | Fury of the Storm          | Totman                        | Totman     | 6:47  |
| 3. | Fields of Despair          | Totman, Li                    | Totman, Li | 5:25  |
| 4. | Dawn Over a New World      | Totman                        | Totman     | 5:13  |
| 5. | Above the Winter Moonlight | Pruzhanov, Totman, Li, Theart | Pruzhanov  | 7:31  |
| 6. | Soldiers of the Wasteland  | Theart, Totman                | Totman     | 9:47  |
| 7. | Prepare for War            | Li, Theart                    | Li         | 6:15  |
| 8. | Once in a Lifetime         | Totman, Theart                | Totman     | 7:46  |